# 韓国鉄道公社150000系電車
韓国鉄道公社150000系電車（かんこくてつどうこうしゃ150000けいでんしゃ）は、韓国鉄道公社（KORAIL）が所有する高速鉄道（KTX）の車両。
愛称はKTX-イウム（ケーティーエックス イウム、KTX-이음、KTX-EUM）。「イウム」は「繋ぎ」を意味する朝鮮語である。KTX専用車両としては初めて動力分散方式を採用した。中央線の清凉里駅 - 安東駅間などに導入され、中部内陸線や慶全線などの地方路線で運行されている。なお、本系列は京釜高速鉄道および湖南高速鉄道の走行する運用は行わないため、最高運転速度は260km/hに設定されている準高速列車である。6両編成での運用のほか、中央線・江陵線では2編成を連結した12両編成での営業運転も行っている。

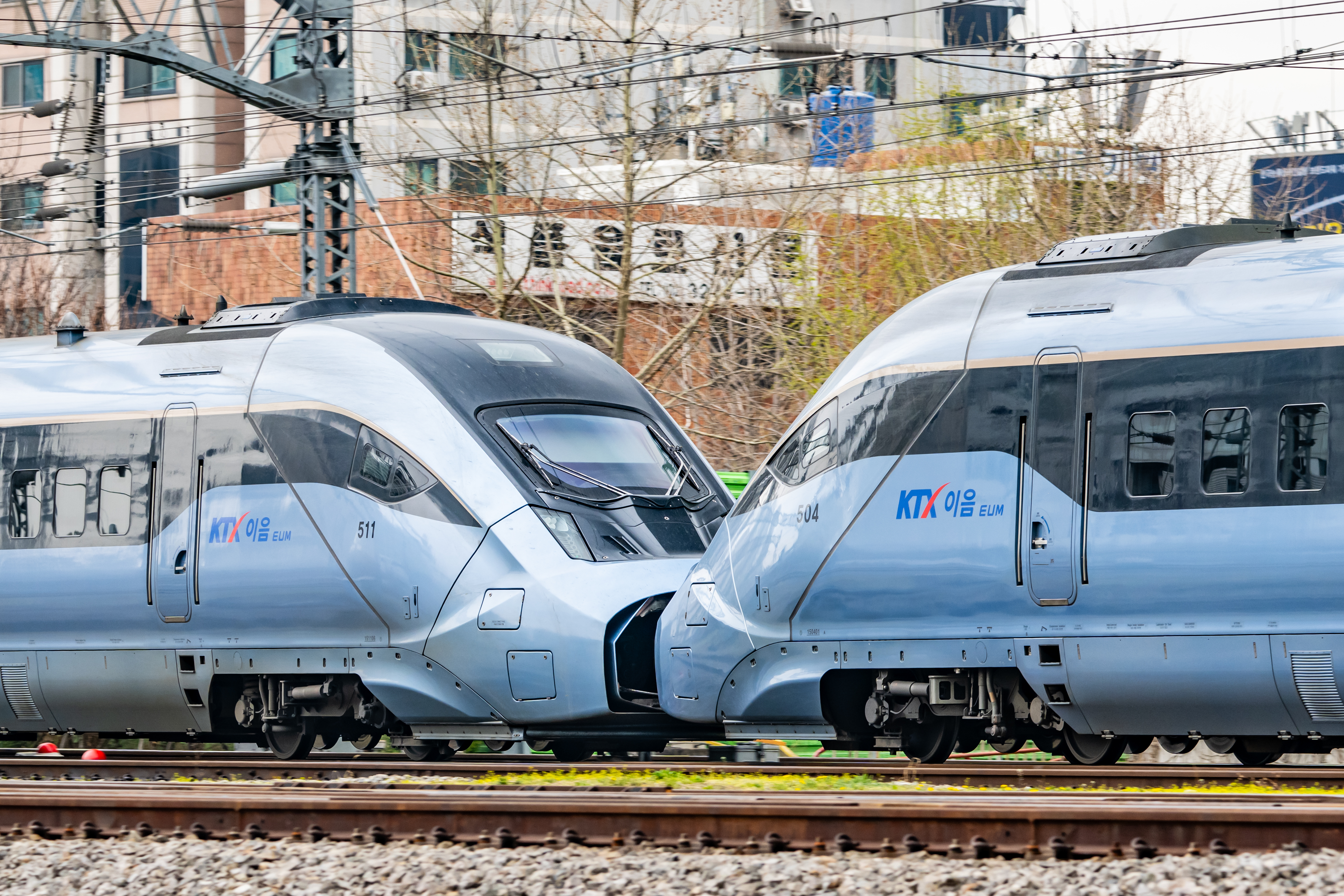
併結運転を行うKTX-イウム

## 1次車
中央線KTXの運行開始に備え2019年 - 2020年に501編成 - 505編成の5編成が製造された。製造後、水西平沢高速線を除く高速線と、中央線や江陵線で試運転を行い、2021年1月5日の中央線KTX清凉里駅 - 安東駅間開通に伴い営業運転が開始された。

## 2次車
2020年 - 2021年に江陵線・中部内陸線のKTXの運行開始に備え、506編成 - 519編成が製造され、前者は2021年8月1日から、後者は2021年12月31日の中部内陸線KTX夫鉢駅 - 忠州駅開通に伴い営業運転が開始された。本来江陵線用の150000系は2018年の江陵線KTX（旧名称京江線KTX）の開業時までに導入する計画であったが、車両開発が遅延し江陵線開業までに車両納入が不可能であったため、140000系KTX-山川が150000系を導入するまでの一時しのぎとして製造された。そのため、本車両の導入に伴い140000系は2021年7月31日をもって150000系にバトンタッチをする形で全編成が江陵線KTXでの運行を終了し、現在は京釜高速鉄道や湖南高速鉄道に転属して営業運転を行っている。

## 3次車
2024年 - 2026年に西海線・東海線南部・中部区間・江陵線松島方面と驪州駅 - 西原州駅間の新規開業区間のKTXの運行開始に備え、521編成 - 534編成が製造予定。
なお3次車は、1・2次車から一部仕様を変更して導入された。そのため、2世代KTX-イウムと呼称することがある。
- 台車にサスペンションを採用し、問題点となっていた乗り心地を改善。
- 騒音の改善。従来車70.0dBから67.5dBまで遮音。
- 車体下部に補強材を追加。
- 国産の保安装置KTCS-2[5]を搭載。
- 分割併合を行う際の番号変更に対応するため、トイレ・授乳室を示す号車番号をLED式に変更。
- 乗務員室を2室に増加。
- 車内に空気清浄機を設置。
- 監視カメラ（CCTV）を増設。
- ブラインドカーテンを遮光性の高い製品に変更。

## 4次車
春川束草線・東海線北部新規開業区間のKTXの運行開始に備え、535編成 - 547編成が製造予定。

## 5次車
慶全線・水西広州線のKTXの運行開始に備え、548編成 - 569編成が発注予定。

## ウズベキスタン鉄道アフラシャブ EMU-250
2024年3月、当系列をベースとした車両をウズベキスタン鉄道がタシュケント・サマルカンド高速鉄道に7両編成6本を導入すると発表した。本車両はKTX-イウムとは異なり中間車を1両増車した7両編成となり、台車も広軌仕様（1,520mm）に変更された。また、ウズベキスタンの環境の砂漠地帯に対応するため、外部のほこりや砂を防ぐ防塵設計が重視されたほか、ウズベキスタン鉄道の低床ホームに対応するため、車内にステップ階段を設け列車とホームの段差を少なくしている。

## 問題点
韓国高速鉄道で初の動力分散式が採用された本車両について、走行中の振動が酷くKORAILに対して乗客からの民願（クレーム）が相次ぎ、乗務員からも200件近い異常報告が寄せられていたことが明らかになった。国土交通部は特別点検を実施し、KORAILおよび製造社の現代ロテムに対して、部品の交換等を指示した。関係者は、韓国ではこれまで高速鉄道の製造は動力集中式の生産経験はあるが、動力分散式の生産は初めてであり、設計に問題があったのではないかと指摘している。後に台車の空気ばねが原因であることが発覚し、これを受けて2022年12月に製造元の現代ロテムが部品交換費用を全額負担する形で、2023年8月以降に19編成の空気ばねを交換することを発表した。なお、この問題点を受けた後に登場した兄弟車両の160000系は乗り心地がかなり改善されている。

## 構造
- 座席の配置：4列シート
- ホーム：高・低床ホーム対応
- サービス：220vコンセント1個口・USBポート2個口・無線充電器

### 編成

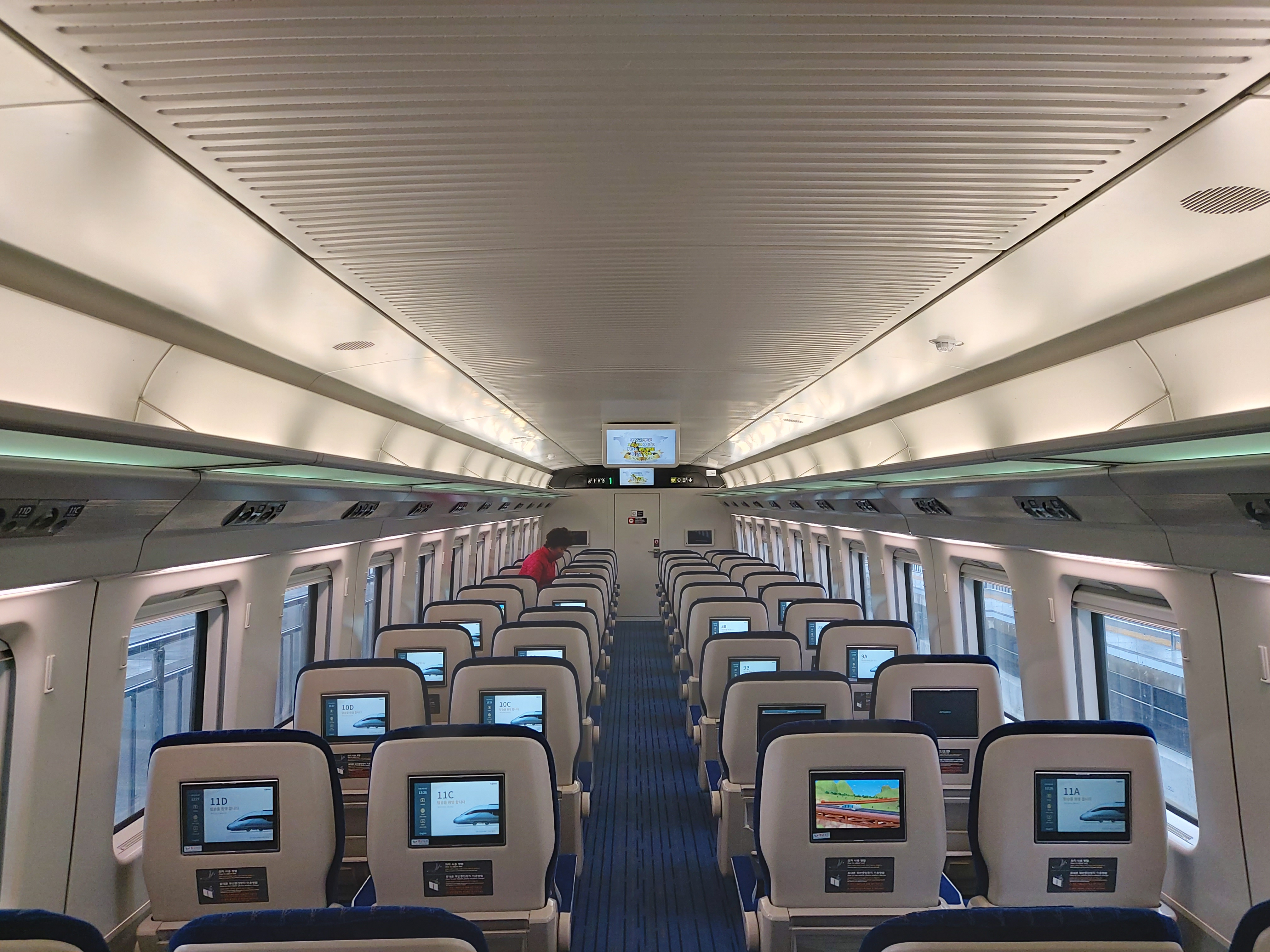
優等室
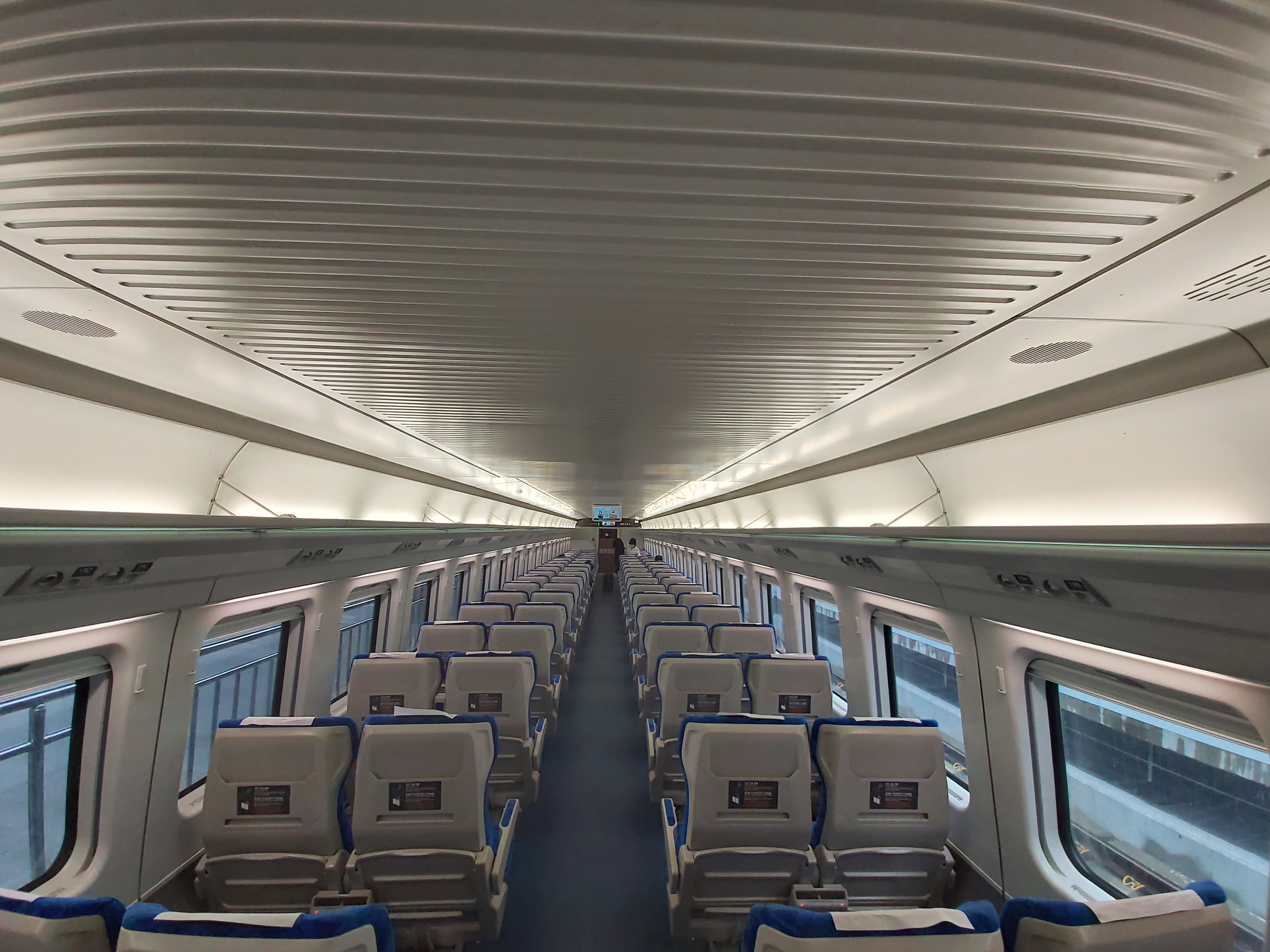
一般室

| 号車   | 1         | 2         | 3        | 4        | 5         | 6         |
| 車種   | TC 15○○01 | M' 15○○52 | M 15○○53 | M 15○○54 | M' 15○○55 | TC 15○○06 |
| ------ | --------- | --------- | -------- | -------- | --------- | --------- |
| 等級   | 優等室    | 一般室    | 一般室   | 一般室   | 一般室    | 一般室    |
| 座席数 | 46席      | 78席      | 55席     | 74席     | 76席      | 52席      |
| 合計   | 46席      | 335席     | 335席    | 335席    | 335席     | 335席     |
| 合計   | 381席     |           |          |          |           |           |

- 優等室
- 一般室

## 運用区間

### 運用中
太字文：全列車停車
- 中央線（永川から先の牟梁信号場より東海線に直通）：ソウル - 清凉里 - 上鳳  - 楊平 - 西原州 - 原州 - 堤川 - 丹陽 - 豊基 - 栄州 - 安東 - 義城 - 永川 - 慶州 - 太和江 - 釜田
- 江陵線（西原州まで中央線経由）：ソウル - 清凉里 - 上鳳 - 楊平 - 西原州 - 万鍾 - 横城 - 屯内 - 平昌 - 珍富 - 江陵
- 江陵線（西原州まで中央線経由・珍富から先の青良信号所より嶺東線直通）：ソウル - 清凉里 - 上鳳 - 楊平 - 西原州 - 万鍾 - 横城 - 屯内 - 平昌 - 珍富 - 正東津 - 墨湖 - 東海
- 中部内陸線（夫鉢から先は首都圏電鉄京江線直通）：板橋 - 夫鉢 - 加南 - 甘谷長湖院 - 仰城温泉 - 忠州 - 乷味 - 水安保温泉 - 延豊 - 聞慶

### 運用開始予定
- 東海線（南部・中部区間）・大邱線：東大邱・釜田 - 江陵（2025年年末から2026年を予定[13]）
- 西海線：大谷 - 洪城（2026年予定）
- 慶全線（東部区間）：順天 - 釜田（2026年予定）
- 長項線：洪城[14] - 益山（2027年予定）
- 東海線（北部区間）：江陵[15][16] - 猪津（2027年予定）[17]
- 京春線・春川束草線：龍山 - 束草（2028年予定）
- 慶全線（西部区間）：光州松汀 - 順天（2028年予定）
- 水仁線・江陵線：松島 - 江陵・原州（2029年予定）